# Céline Dion chante Noël
A Céline Dion chante Noël (magyarul Céline Dion karácsonyi dalokat énekel) Céline Dion kanadai énekesnő második stúdióalbuma, mely 1981 decemberében jelent meg Québecben. A lemez hagyományos karácsonyi dalok francia nyelvű változatait tartalmazza, mely az énekesnő első karácsonyi lemeze volt.

## Háttér
Az album három héttel a La voix du bon Dieu című debütáló album után jelent meg. Az énekesnő első két albuma 30 000 példányban kelt el 1981-ben, és a következő évben 125 000 darabra növekedett az eladások számra. A Céline Dion chante Noël album önmagában 25 000 példányban kelt el.
A Glory Alleluia, a Promenade en traîneau és a Joyeux Noël című dalok Dion Chants et contes de Noël című második karácsonyi albumára is felkerültek. 1993-ban Céline Dion lemezre énekelte a Joyeux Noël angol nyelvű verzióját The Christmas Song címen, mely 1998-ban megjelent These Are Special Times című, szintén karácsonyi lemezén jelent meg. 1994-ben az Alvin and the Chipmunks együttessel közösen vették föl a Petit Papa Noël új változatát, ami az együttes A Very Merry Chipmunk lemezén jelent meg.

## Az album dalai
| #   | Cím                                  | Szerző(k)                                  | Hossz |
| --- | ------------------------------------ | ------------------------------------------ | ----- |
| 1.  | Glory Alleluia                       | A. DiFusco, André Pascal                   | 3:38  |
| 2.  | Le p’tit renne au nez rouge          | Johnny Marks                               | 2:44  |
| 3.  | Petit Papa Noël                      | Raymond Vincy, Henri Martinet, John Boylan | 3:46  |
| 4.  | Sainte nuit                          | A. Adams, J. Dwight, Josef Mohr            | 2:57  |
| 5.  | Les enfants oubliés                  | Louis Amade, Gilbert Bécaud                | 3:00  |
| 6.  | Noël blanc                           | Irving Berlin, Francis Blanche             | 2:49  |
| 7.  | Père Noël arrive ce soir             | Haven Gillespie, Fred Coates               | 2:00  |
| 8.  | J’ai vu maman embrasser le Père Noël | C. Koger, L. Gasté, T. Connor              | 2:40  |
| 9.  | Promenade en traîneau                | Leroy Anderson, Mitchell Parish            | 2:56  |
| 10. | Joyeux Noël                          | Mel Tormé, Robert Wells                    | 2:36  |

## Megjelenések
| Terület | Megjelenés     | Kiadó         | Formátum        | Katalógusszám |
| ------- | -------------- | ------------- | --------------- | ------------- |
| Kanada  | 1981. december | Super Étoiles | Hanglemez       | SPE 4102      |
| Kanada  | 1981. december | Super Étoiles | Compact kazetta | 16-SP 1901    |

## Fordítás
Ez a szócikk részben vagy egészben  a   Céline Dion chante Noël című angol Wikipédia-szócikk fordításán alapul.  Az eredeti cikk szerkesztőit annak laptörténete sorolja fel. Ez a jelzés csupán a megfogalmazás eredetét és a szerzői jogokat jelzi, nem szolgál a cikkben szereplő információk forrásmegjelöléseként.